# كفر عبيان
كفر عبيان إحدى قرى مركز الخانكة التابع لمحافظة القليوبية بجمهورية مصر العربية.

## السكان
بلغ عدد سكان كفر عبيان 25,073 نسمة، حسب الإحصاء الرسمي لعام 2006.